# Eri Hozumi
Eri Hozumi (japansk: 穂積 絵莉, født 17. februar 1994 i Hiratsuka, Japan) er en professionel tennisspiller fra Japan.